# ناحیه تاجنانت
ناحیه تاجنانت (به عربی: دائرة تاجنانت) یک ناحیه در الجزایر است که در استان میله واقع شده‌است.